# Овсянников, Александр Владимирович
Алекса́ндр Влади́мирович Овся́нников (род. 8 августа 1974) — российский футболист, выступавший на позиции нападающего.

## Биография
Александр Овсянников родился в Воронеже 8 августа 1974 года. Является воспитанником воронежских ДЮСШ-14 «Кристалл» и СДЮСШОР ВДФСО профсоюзов.

## Карьера

### Клубная
Профессиональную карьеру начинал в 1992 году в команде ЦСКА-2, однако, не сыграл за неё ни одного матча. За время выступлений сменил такие команды, как «Искра» Смоленск, «Факел» Воронеж, «Балтика» Калининград, «Металлург» Липецк, «Рубин» Казань, «Газовик» Острогожск, «Салют» Белгород и «Урал» Екатеринбург. В Высшей лиге России провёл 22 матча в составе «Факела» и 4 матча в составе «Балтики». Также в составе калининградской команды провёл один матч в рамках розыгрыша кубка Интертото 1998. Завершил карьеру игрока в 2003 году, выступая за «Урал».

### Административная
В 2005 году был администратором «Факела», в 2008 году входил в административный штаб воронежского «Динамо».